# Jackpot (film, 2024)
Pour les articles homonymes, voir Jackpot.
Pour plus de détails, voir Fiche technique et Distribution.
Jackpot! est un film américain réalisé par Paul Feig et sorti en 2024.
Il est diffusé directement sur Prime Video.

## Synopsis
En 2030, la Grand Lottery est organisée dans l’État de Californie, en proie à de nombreuses difficultés financières. Cette loterie bien particulière offre la possibilité à chacun d'empocher la cagnotte s'il parvient à tuer le gagnant avant le coucher du soleil. Fraîchement arrivée à Los Angeles, Katie Kim se retrouve accidentellement avec le ticket gagnant, d'une valeur de 3.6 milliards de dollars. Elle va devoir collaborer avec un certain Noel pour survivre et pouvoir ainsi toucher son prix de plusieurs milliards de dollars.

## Fiche technique
Sauf indication contraire, les informations mentionnées dans cette section peuvent être confirmées par les bases de données cinématographiques IMDb et Allociné,  présentes dans la section « Liens externes ».
- Titre original : Jackpot
- Titre de travail : Grand Death Lotto
- Réalisation : Paul Feig
- Scénario : Rob Yescombe
- Musique : Theodore Shapiro
- Décors : Jefferson Sage
- Costumes : Renee Ehrlich Kalfus
- Photographie : John Schwartzman
- Montage : N/A
- Production : Paul Feig, Laura Fischer, Jeff Kirschenbaum et Joe Roth

Producteurs délégués : John Cena, Michelle Morrissey, Zack Roth et Rob Yescombe
- Sociétés de production : Amazon Studios, Roth/Kirschenbaum Films et Feigco Entertainment
- Société de distribution : Amazon MGM Studios
- Budget : N/A
- Pays de production :  États-Unis
- Langue originale : anglais
- Format : couleur
- Genre : comédie, action
- Durée : 106 minutes
- Date de sortie[1] : 15 août 2024 (Prime Video)

## Distribution
- John Cena (VF : Raphaël Cohen ; VQ : Frédérik Zacharek) : Noel
- Awkwafina (VF : Olivia Dalric ; VQ : Catherine Brunet) : Katie Kim
- Simu Liu (VF : Arthur Khong ; VQ : Maël Davan-Soulas) : Louis Lewis
- Ayden Mayeri (VF : Victoria Grosbois ; VQ : Lauriane S. Thibodeau) : Shadi
- Donald Elise Watkins (VF : Jhos Lican ; VQ : Lyndz Dantiste) : DJ Donald
- Sam Asghari (en) : l'agent Ash
- Colson Baker (VF : Martin Faliu ; VQ : Alexandre Bacon) : lui-même
- Seann William Scott (VF : Jérôme Pauwels ; VQ : Patrice Dubois) : l'homme robuste
- Dolly de Leon : Grand-mère Tala
- Becky Ann Baker (VF : Marie-Madeleine Burguet-Le Doze ; VQ : Claudine Chatel) : Sweet Irene
- Murray Hill (VF : Laëtitia Lefebvre ; VQ : Olivier Visentin) : Johnny Grand
- Adam Ray (en) : le père idiot
- Monique Ganderton (en) : l'agent Hoyt
- Bobby Lee (en) : lui-même

 Source et légende : version française (VF) sur RS Doublage et carton du doublage français.

## Production
En mars 2023, il est annoncé qu'une comédie d'action intitulée Grand Death Lotto est développée par Amazon Studios. Paul Feig est ensuite engagé comme réalisateur. Le scénario est écrit par Rob Yescombe. Joe Roth participe à la production avec Jeff Kirschenbaum, Paul Feig et Laura Fischer. John Cena officie quant à lui comme producteur délégué. Ce dernier tient également le rôle principal, aux côtés d'Awkwafina et Simu Liu. Toujours en mars 2023, Ayden Mayeri, Seann William Scott, Dolly de Leon et Donald Elise Watkins rejoignent eux aussi la distribution.
Le tournage débute en mars 2023 à Atlanta sous le titre Jackpot,.